# Willem I van Hessen
Willem I van Hessen bijgenaamd de Oudere (4 juli 1466 - 8 februari 1515) was van 1471 tot 1493 landgraaf van Neder-Hessen. Hij behoorde tot het huis Hessen.

## Levensloop
Willem I was de oudste zoon van landgraaf Lodewijk II van Neder-Hessen en Mathilde van Württemberg, dochter van hertog Lodewijk I van Württemberg-Urach. Onder invloed van zijn moeder werd hij zeer religieus. 
In 1471 volgde Willem zijn vader op als landgraaf van Neder-Hessen. Wegens zijn minderjarigheid werd hij onder het regentschap van zijn oom Hendrik III van Opper-Hessen geplaatst. Nadat die in 1483 overleden was, begon Willem zelfstandig te regeren. In 1488 huwde hij met Anna (1460-1520), dochter van hertog Willem II van Brunswijk-Wolfenbüttel. 
Van 1491 tot 1492 ging Willem op pelgrimstocht naar Palestina. Tijdens deze pelgrimstocht werd hij vermoedelijk besmet met syfilis. Dit resulteerde waarschijnlijk in zijn geestesziekte, waardoor hij op 3 juni 1493 abdiceerde ten voordele van zijn jongere broer Willem II. Hij trok zich terug in het Slot van Spangenberg, waar hij in 1515 stierf.

## Nakomelingen
Willem I en zijn echtgenote Anna kregen vijf dochters:
- Mathilde (1489-1493)
- Mathilde (1490-1558), werd eerst zuster in het klooster van Weißenstein nabij Kassel en huwde daarna in 1527 met graaf Koenraad van Tecklenburg.
- Anna (1491-1513), zuster in het klooster van Ahnaberg nabij Kassel
- Catharina (1495-1525), huwde in 1511 met graaf Adam van Beichlingen
- Elisabeth (1503-1563), huwde eerst in 1525 met vorst Lodewijk II van Palts-Zweibrücken en daarna in 1541 met vorst George van Palts-Simmern